# هتل المپیک
هتل المپیک یک هتل چهار ستاره در شهر تهران، ایران است.
این هتل در آذر ۱۳۸۰ با ۱۰۰ اتاق و سوئیت تأسیس در ضلع غربی مجموعه ورزشی آزادی تأسیس شده‌است.

## امکانات
- سالن همایش بین‌المللی (۶۰۰ نفر)
- سالن هگمتانه (۳۰۰ نفر)
- سالن حافظ
- ۴ تالار و رستوران
- مجموعه ورزشی
- کافی شاپ